# Свети Атанасий (Рудари)
Вижте пояснителната страница за други значения на Свети Атанасий.
„Свети Атанасий“ или „Свети Атанас“ (на гръцки: Αγίου Αθανασίου) е православна църква в преспанското село Рудари (Калитеа), Егейска Македония, Гърция. Храмът е част от Леринската, Преспанска и Еордейска епархия.

## Местоположение
Църквата е разположена на 1 km северозападно от селото.

## История
Църквата е построена в XIX век.
Като образец на забележително църковно изкуство от времето си е обявена за исторически паметник и паметник на изкуството в 1987 година.

## Описание
В архитектурно отношение е еднокорабна базилика с портик на западната и южната стена. Интересен архитектурен елемент е външната тристранна правоъгълна конфигурация на апсидата на светилището.